# Catherine Panton-Lewis
Catherine Rita Panton-Lewis (Bridge of Allan, 14 juni 1955) is een Schotse golfprofessional die golfte op de Ladies European Tour, van 1979 tot 1995, en de LPGA Tour, van 1983 tot 1985.

## Loopbaan
In begin de jaren 1970 was Panton-Lewis een golfamateur en won in 1976 het British Ladies Amateur Golf Championship. Later in dat jaar werd ze lid van het Brits-Iers golfteam op de Espirito Santo Trophy. In 1976 en 1977 was ze kapitein van het golfteam op de Universiteit van Edinburgh waar ze het Scottish Universities Championship won, in 1977.
In 1978 werd Panton-Lewis een golfprofessional en golfte voor de "Women's Professional Golf Association" (WPGA). In het volgend jaar, in 1979, nam ze deel aan het eerste golfseizoen van de WPGA Tour (nu gekend als de Ladies European Tour). In het eerste seizoen won ze het Carlsberg (Willingdon) en de State Express Tournament. Ze won tevens de Order of Merit van de eerste WPGA Tour-seizoen. Later voegde ze nog 12 golftoernooien op haar erelijst en won zo veertien in haar WPGA-carrière. In 1995 nam ze afscheid van die tour.
In 1983 maakte Panton-Lewis haar debuut op de LPGA Tour en bleef daar golfen tot in 1985. Ze boekte daar geen successen.
In de eind de jaren 2000 en begin de jaren 2010 golfte ze af en toe op de Legends Tour. Ze was meermaals lid voor de World Team op de Handa Cup in 2006, 2007, 2008, 2009 en 2010.

## Prestaties

### Amateur
- 1976: British Ladies Amateur Golf Championship
- 1977: Scottish Universities Championship

### Professional
Ladies European Tour
| Jaar | # | Toernooi(en)                                                                              |
| ---- | - | ----------------------------------------------------------------------------------------- |
| 1979 | 2 | Carlsberg (Willingdon), State Express Tournament                                          |
| 1980 | 1 | Elizabeth Ann Classic                                                                     |
| 1981 | 2 | Carlsberg European Championship (Queens Park), Carlsberg European Championship (Moortown) |
| 1982 | 1 | Moben Kitchens Classic                                                                    |
| 1983 | 3 | Irish Ladies' Open, UBM Northern Classic, Dunham Forest Pro-Am Tournament                 |
| 1985 | 2 | McEwans Wirral Caldy Classic, Delsjö Open                                                 |
| 1986 | 1 | Portuguese Ladies' Open                                                                   |
| 1987 | 1 | Portuguese Ladies' Open                                                                   |
| 1988 | 1 | Bowring Ladies Scottish Open                                                              |

## Landencompetities
Amateur
- Espirito Santo Trophy ( GBR- IRL): 1976

Professional
- Handa Cup (World Team): 2006, 2007, 2008, 2009 en 2010